# Нутталов дятел
Нутталов дятел (лат. Dryobates nuttallii) — вид птиц из семейства дятловых (Picidae). Подвидов не выделяют. Распространён в  Калифорнии и на севере Нижней Калифорнии (Мексика). Видовое название дано в честь английского ботаника и зоолога Томаса Наттолла (англ. Thomas Nuttall, 1786—1859).

## Описание
Нутталов дятел — небольшой дятел длиной 16—18 см и массой от 30 до 45 г. В окраске оперения преобладает чёрно-белый цвет. Верхняя часть тела в основном чёрная с вкраплениями узких белых полос, которые часто бывают серого цвета. Нижняя сторона тела светло-серого или грязно-белого цвета, с отчётливыми чёрными пятнами по бокам. На нижней части брюха, подхвостье и нижней части хвоста проходит чёрная полоса. Лоб чёрного цвета с белыми прожилками по бокам. У взрослых самцов заметна красная корона, которая отсутствует у самок. Лицо очень тёмное из-за широкой чёрной маски, проходящей через глаз и подбородок. У основания клюва есть небольшое оранжево-жёлтое пятно.
Вокализация нутталова дятла представлена различными криками. Одиночный крик используется между особями пары для сообщения друг другу о своем местоположении. У двойного крика возможна та же функция, что и у одиночного крика, но он также может использоваться в качестве сигнала тревоги при опасности. Дребезжащий крик используется для обозначения кормовой территории. Крик «kweek» используется особями обоих полов, в основном самками, перед совокуплением. «Барабанная дробь» относительно длинная, в среднем более одной секунды.

## Питание
Наблюдалось три вида пищедобывательного поведения. Постукивающее поведение характеризовалось мягкими касательными ударами клювом для расширения щелей в коре. Постоянное долбление перпендикулярно коре наблюдалось редко. При зондирующем поведении птицы сидели неподвижно или медленно передвигались, засовывая свои клювы в щели и разветвления ветвей в поисках пищи. Собирательное поведение  включало быстрые перемещения дятлов по стволам и ветвям дерева и добывание корма с поверхности коры.
Нутталов дятел питается в основном личинками насекомых, таких как жуки (усачи, щелкуны) и муравьи. В состав рациона также входят сок деревьев и семена.

## Размножение
Нутталов дятел моногамен. Спаривание происходит в конце января—марте, а яйца откладываются в основном в апреле и мае. Ежегодно самцы выдалбливают новые гнезда в дуплах мертвых деревьев, таких как ива, дуб и ольха. В кладке от трех до шести яиц. Самец насиживает яйца ночью, а самка — днём. Инкубационный период продолжается до 14 дней. Птенцы способны покинуть гнездо примерно через 29 дней после выклева, но родители ещё в течение 14 дней после этого заботятся о них.

## Распространение и места обитания
Нутталов дятел — немигрирующий вид, ареал которого ограничен Калифорнией и простирается на юг до северо-западного региона Нижней Калифорнии, Мексика. Предпочтительной средой обитания являются засушливые леса, в частности дубовые редколесья, хотя они также встречаются в прибрежных районах и чапарале в самых южных частях своего ареала из-за уменьшения численности дуба. Встречаются на высоте от уровня моря до 1700 м над уровнем моря.